# Shinobu Ōta
Shinobu Ōta (n. 28 decembrie 1993, Gonohe⁠(d), Prefectura Aomori, Japonia) este un luptător ce a reprezentat Japonia, medaliat olimpic. A participat la o ediție a Jocurilor Olimpice (2016) în care a câștigat o medalie de argint.